# Gardnar Mulloy
Gardnar Mulloy, né le 22 novembre 1913 à Washington et mort le 14 novembre 2016 à Miami, est un joueur de tennis américain.
Il est notamment connu pour ses performances en double, vainqueur de cinq tournois du Grand Chelem dont quatre à l'US Open avec Bill Talbert. Il a atteint la finale du tournoi en simple en 1952 contre Frank Sedgman.
Il a été membre de l'équipe américaine de Coupe Davis, trois fois vainqueur à la fin des années 1940 avec Jack Kramer, Frank Parker et Bill Talbert notamment.

## Biographie
Il a commencé sa carrière en tant qu'entraîneur à l'Université de Miami où il en est ressorti diplômé en 1936. En marge de ses activités tennistiques, il exerçait la profession d'avocat, d'homme d'affaires et d'écrivain. Classé dans le top 10 américain entre 1939 et 1954, il était le no 1 en 1952.
Il a remporté près d'une centaine de tournois en simple, dont une trentaine en Floride, son lieu de résidence. Il s'est en effet imposé au tournoi de l'Université de Miami en 1942, 1948, 1951 et 1954, au Florida West Coast de St. Petersburg de 1948 à 1952, au Dixie Championship de Tampa en 1949, 1950, 1951, 1953 et 1954, et enfin à l'Austin Smith de Fort Lauderdale en 1949, 1950, 1952, 1953, 1954, 1958, 1961 et 1962. Il a signé ses premiers succès avant-guerre lors du tournoi de l'état du Rhode Island en 1937 ainsi que celui du Minnesota en 1939. Ses principales victoires ont eu lieu à Cuba en 1942, Southampton et Newport en 1946, River Oaks en 1946 et 1952, Orange en 1949, en Colombie et au Championnat Panaméricain en 1952, à Berlin en 1954 et Aix-en-Provence en 1960. Il a aussi été finaliste à l'US Clay Court en 1939 et au Queen's en 1949.
Il prend part à sa première tournée à l'étranger en 1947 lorsqu'il se rend en Océanie pour disputer le Championnat d'Australie. En 1948, il dispute le tournoi de Wimbledon pour son premier séjour en Europe et y atteint les demi-finales, son meilleur résultat. Dès 1951, il participe à Roland-Garros, puis à partir de 1955, il fait quelques courtes tournées en Europe, principalement sur la Côte d'Azur et en Angleterre afin de se préparer aux tournois du Grand Chelem. En 1957, il est le joueur le plus âgé à avoir remporté le tournoi de Wimbledon en double.
Il est membre du International Tennis Hall of Fame depuis 1972.
Dans les années 1980, il devient l'un des premiers joueurs connu à évoluer sur le Seniors Tour de manière régulière, persuadant des anciens joueurs d'y participer tel Bobby Riggs, contribuant ainsi au développement du circuit. En 1996, il crée la Gardnar Mulloy Cup qui est le Championnat du monde par équipe des plus de 80 ans. Il a remporté à cinq reprises la compétition. Il s'est aussi illustré à huit reprises aux Championnats du monde seniors dont trois fois en simple. Actif pendant environ 70 années sur le circuit, il a remporté un total de 129 titres nationaux toutes catégories confondues.
En 2015, Mulloy a été fait chevalier de la Légion d'honneur à titre militaire, pour ses états de service dans la marine américaine en Méditerranée. Il a dirigé une Landing Ship Tank : l'U.S.S LST 32 et commandé une équipe de 13 officiers et 154 marins. Il a servi en Italie, en Provence et en Afrique du Nord. À ce titre il est le récipiendaire le plus âgé, en première intention, de la Légion d'honneur depuis la création de l'Ordre par Napoléon.

## Parcours dans les tournois duGrand Chelem

### En simple
- Open d'Australie : demi-finaliste en 1947
- Internationaux de France : quart de finaliste en 1952, 1953 et 1954
- Tournoi de Wimbledon : demi-finaliste en 1948 ; quart de finaliste en 1950
- US Open : finaliste en 1952 ; demi-finaliste en 1942, 1946 et 1950

### En double
- Internationaux de France : finaliste en 1951 et 1952
- Wimbledon : vainqueur en 1957 ; finaliste en 1948 et 1949
- US National Championships : vainqueur en 1942, 1945, 1946 et 1948 ; finaliste en 1940, 1941, 1950, 1953 et 1957

### En double mixte
- US National Championships : finaliste en 1955
- Wimbledon : finaliste en 1956